# 染野太朗
染野 太朗（そめの たろう、1977年10月21日 - ）は、日本の歌人。茨城県生まれ、埼玉県に育つ。福岡市在住を経て、大阪府在住。短歌結社まひる野（まひる野会）所属で現・編集委員。短歌同人誌「外出」、「西瓜」の同人でもある。
高校生のときに短歌を始め、1995年に歌誌「まひる野」入会。国際基督教大学教養学部卒業後、国語の教員免許を取得するために早稲田大学第二文学部に学士入学、「早稲田大学短歌会」に参加する。2004年より私立暁星中学高校の国語教員として勤務（のち退職）。
2012年、第1歌集『あの日の海』で第18回日本歌人クラブ新人賞を受賞。2015年4月より1年間、NHKテレビ「NHK短歌」選者を担当。2018年、第2歌集『人魚』で第48回福岡市文学賞を受賞。
笹井宏之賞の選考委員を務めた（第1回から第5回まで）。

## 著書
- 歌集『あの日の海』（まひる野叢書 第282篇）本阿弥書店、2011年。ISBN 978-4776807704
  - 『あの日の海』（復刊）書肆侃侃房〈現代短歌クラシックス〉、2021年。ISBN　978-4-86385-497-0
- 歌集『人魚』（まひる野叢書 第340篇）角川文化振興財団（発売：KADOKAWA）、2016年。ISBN 978-4048764292
- 歌集『初恋』書肆侃侃房〈現代歌人シリーズ〉、2023年。ISBN　978-4-86385-580-9

## 出演番組
- 「NHK短歌 題 “窓” ／ 自然（4）翼と羽」 - NHK短歌（NHK教育テレビ）（2012年11月4日）
- 「NHK短歌 題“袋”／日常の歌と時代　ラジオ・テレビ」 - NHK短歌（NHK教育テレビ）（2012年11月11日）
- 「NHK短歌 題“表”／歌ことばの力　家族を歌う」 - NHK短歌（NHK教育テレビ）（2012年11月18日）